# Ёёги-Хатиман
Станция Ёёги-Хатиман (яп. 代々木八幡駅 ёёги хатиман эки) — железнодорожная станция на линии Одавара, расположенная в специальном районе Сибуя, Токио. Станция была открыта 1 апреля 1927 года. На станции установлены автоматические платформенные ворота.

## Планировка станции
2 пути и две боковые платформы.
| 1 | ■ Линия Одавара | Матида ・ Хон-Ацуги ・ Одавара ・(Hakone Tozan Railway) Хаконэ-Юмото ・(Линия Тама) Каракида ・(Линия Эносима) Фудзисава ・ Катасэ-Эносима |
| 2 | ■ Линия Одавара | Синдзюку |

## Близлежащие станции
| «                                           |               | Линия         |               | »             |
| Линия Одавара                               | Линия Одавара | Линия Одавара | Линия Одавара | Линия Одавара |
| ------------------------------------------- | ------------- | ------------- | ------------- | ------------- |
| Сангубаси                                   |               | Local         |               | Ёёги-Уэхара   |
| Sectional Semi-Express: не останавливается  |               |               |               |               |
| Semi-Express: не останавливается            |               |               |               |               |
| Express: не останавливается                 |               |               |               |               |
| Tama Express: не останавливается            |               |               |               |               |
| Rapid Express: не останавливается           |               |               |               |               |
| Ltd. Exp. "Romance Car": не останавливается |               |               |               |               |